# Hassan El-Far
Hassan Ahmed El-Far (arab. حسن أحمد الفار; ur. 21 maja 1912 w Kairze, zm. 30 listopada 1972 w Aleksandrii) – egipski piłkarz, reprezentant kraju. Podczas kariery występował na pozycji pomocnika.

## Kariera klubowa
Podczas kariery piłkarskiej Hassan El-Far występował w klubie Zamalek SC.

## Kariera reprezentacyjna
Hassan El-Far występował w reprezentacji Egiptu w latach trzydziestych. W 1934 roku uczestniczył w mistrzostwach świata. Na mundialu we Włoszech wystąpił w przegranym 2-4 spotkaniu I rundy z Węgrami. W 1936 roku uczestniczył w igrzyskach olimpijskich w Berlinie. Wystąpił w przegranym 1-3 spotkaniu I rundy z Austrią.